# Instituto de Higiene de Albacete
El Instituto de Higiene de Albacete es un palacete del primer tercio del siglo XX del arquitecto Julio Carrilero situado en la ciudad española de Albacete. Es sede de la delegación provincial de la consejería de Sanidad de la Junta de Comunidades de Castilla-La Mancha.

## Historia
El edificio fue proyectado en 1928 en la avenida de la Guardia Civil de la capital albaceteña por obra del arquitecto Julio Carrilero, originalmente para ser la sede del Instituto Provincial de Higiene de Albacete, centro de las actuaciones sanitarias de la provincia. En 1932 fue ampliado.

## Características

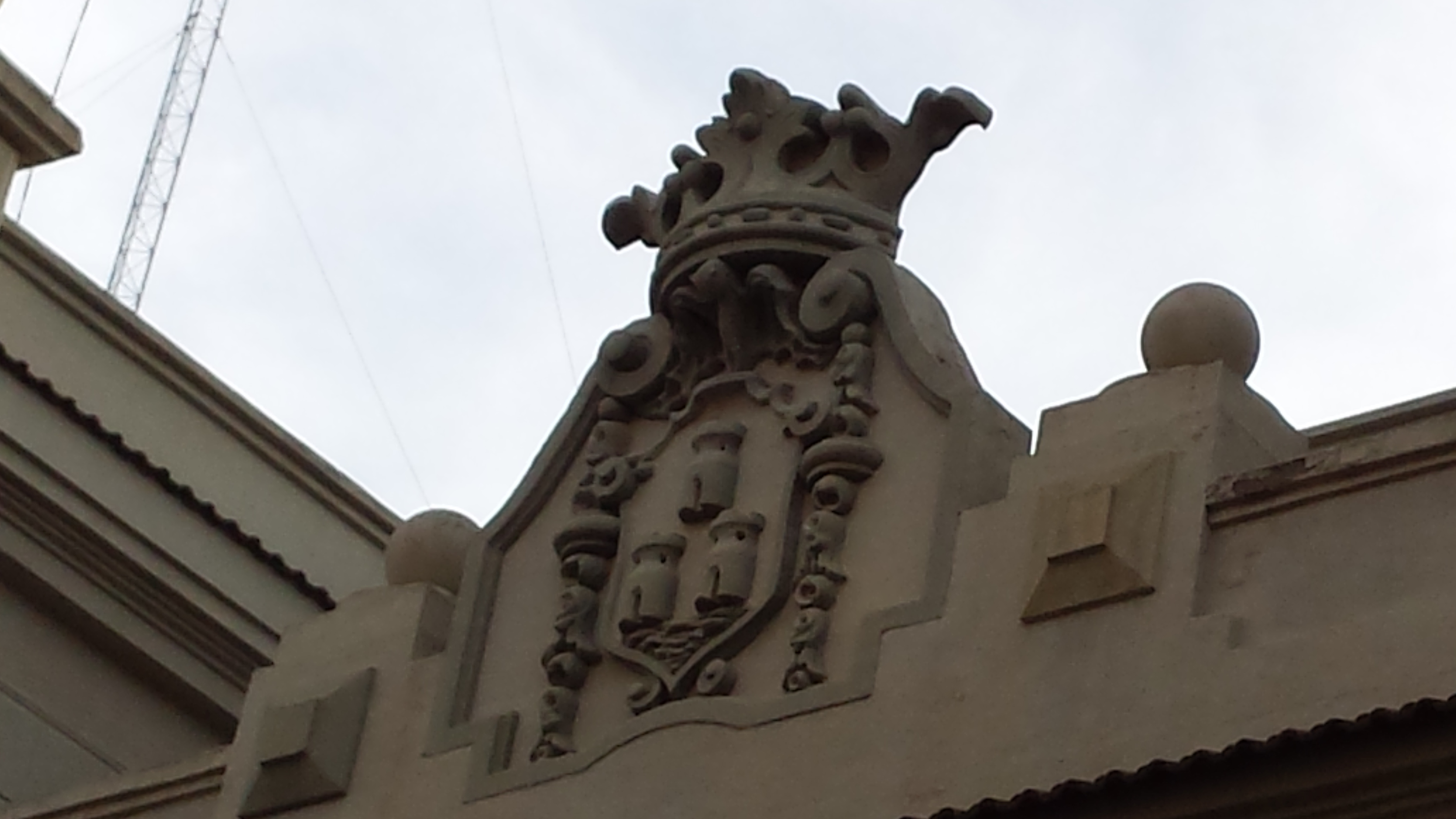
Escudo de Albacete

Se trata de un edificio de tipo palacete o pequeño alcázar al que el arquitecto dio un toque pintoresco. Posee un cuerpo central tripartito flanqueado por torreones. Otros elementos son las columnas o los alfeizares ondulados. Está presidido por el escudo de la ciudad, escoltado por pilones.
Está situado en el barrio Industria de la capital albaceteña. Alberga la sede provincial de la Consejería de Sanidad de Castilla-La Mancha.